# رایمو کولوواینن
رایمو کولوواینن (فنلاندی: Raimo Kuuluvainen; ۲۳ آوریل ۱۹۵۵ – ۲۹ مارس ۱۹۹۹) بازیکن فوتبال اهل فنلاند بود.
از باشگاه‌هایی که در آن بازی کرده‌است می‌توان به باشگاه فوتبال تامپره یونایتد اشاره کرد.
وی همچنین در تیم ملی فوتبال فنلاند بازی کرده‌است.